# Chaber driakiewnik

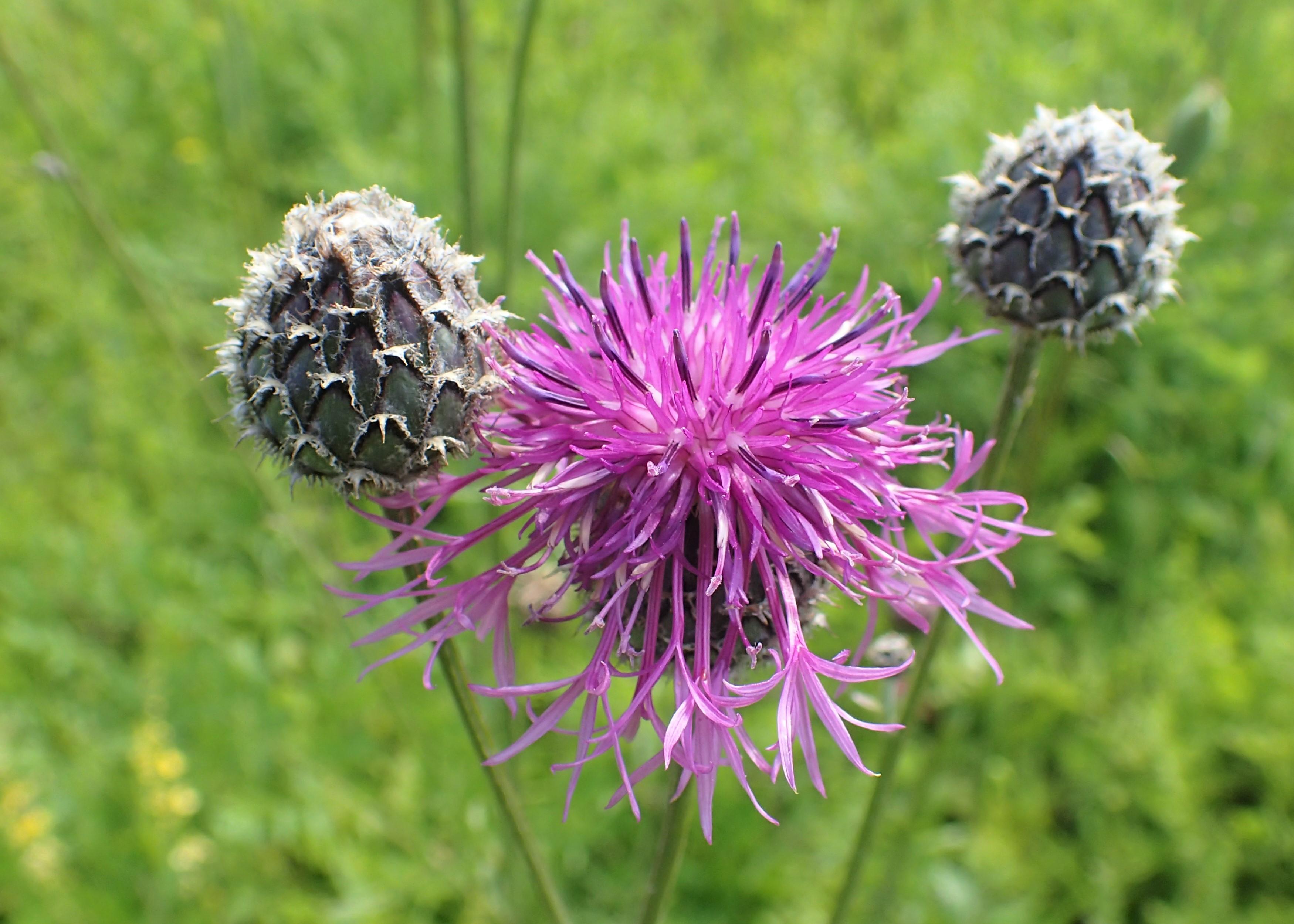
Kwiatostan

Chaber driakiewnik (Centaurea scabiosa L.) – bylina z rodziny astrowatych. W Polsce gatunek jest pospolity i występuje na terenie całego kraju, a w górach aż po piętro regla dolnego.

## Morfologia
ŁodygaWzniesiona, bruzdowana, słabo rozgałęziona w górnej części, z kilkoma koszyczkami, o wysokości 40–100 cm.
LiścieDolne ogonkowe, górne siedzące; pojedynczo bądź podwójnie pierzastosieczne (nierówno).
KwiatyW formie koszyczków kwiatowych o średnicy od 3 do 6 cm. Okrywa koszyczka o długości 18–23 mm o kształcie zbliżonym do kuli. Łuski pozbawione podłużnych żeberek, gładkie, z przyczepkami trójkątnymi, frędzlowatymi, czarniawymi i zbiegającymi po bokach. Barwa kwiatów purpurowa, bądź (rzadziej) różowa. Środkowe kwiaty rurkowate i obupłciowe, brzeżne skośnie lejkowate, dłuższe i płonne. Okres kwitnienia od czerwca do października.
OwoceMają postać niełupki.

## Biologia i ekologia
Siedlisko: Suche pastwiska i łąki, a także murawy, zarośla i obrzeża lasów. Gatunek charakterystyczny dla muraw kserotermicznych z klasy Festuco-Brometea.
Jest rośliną żywicielską larw motyla przeplatki febe.

## Systematyka
W obrębie gatunku wyróżnia się 12 podgatunków:
- Centaurea scabiosa subsp. adpressa (Ledeb.) Gugler
- Centaurea scabiosa subsp. alpestris (Hegetschw.) Nyman – chaber alpejski
- Centaurea scabiosa subsp. apiculata (Ledeb.) Mikheev
- Centaurea scabiosa subsp. badensis (Tratt.) Gugler
- Centaurea scabiosa subsp. cephalariifolia (Willk.) Greuter
- Centaurea scabiosa subsp. fritschii (Hayek) Hayek
- Centaurea scabiosa subsp. grinensis (Reut.) Nyman
- Centaurea scabiosa subsp. integra Greuter
- Centaurea scabiosa subsp. sadleriana (Janka) Asch. & Graebn.
- Centaurea scabiosa subsp. scabiosa
- Centaurea scabiosa subsp. spinulosa (Spreng.) Arcang.
- Centaurea scabiosa subsp. tematinensis (Domin) Domin